# Дерусс, Марсия
Ма́рсия Деру́сс (англ. Marcia DeRousse; 1953, Миссури — 2 сентября 2023, Алтадина, Калифорния) — американская актриса

 и преподаватель английского языка.

## Биография и карьера
Марсия Дерусс родилась в 1953 году в Донифене, штат Миссури, США, с карликовостью. Она окончила Миссурийский университет, получив степени по драматическому искусству и английскому языку. В 1980 году она переехала с матерью в Лос-Анджелес, штат Калифорния, где преподавала в государственных школах Пасадины. 
В 1981 году Дерусс дебютировала в кино с эпизодической ролью в комедии «Под радугой». Она была наиболее известна ролью доктора Патриши Людвиг в сериале HBO «Настоящая кровь» (2009—2013). Её последней ролью стала мисс Джудит в фильме ужасов «Комната разочарований» (2016). 
В апреле 2023 года, в результате падения, у Дерусс сместилась грыжа пищеводного отверстия диафрагмы, из-за чего она не могла есть и дышать. В последние месяцы жизни она получала паллиативную помощь в Алтадине, штат Калифорния, где умерла 2 сентября 2023 года после продолжительной болезни на 71-м году жизни.

## Фильмография
| Год       |     | Русское название      | Оригинальное название    | Роль                                   |
| --------- | --- | --------------------- | ------------------------ | -------------------------------------- |
| 1981      | ф   | Под радугой           | Under the Rainbow        | гостья отеля «Радуга»                  |
| 1983      | с   | Каскадёры             | The Fall Guy             | Лейси                                  |
| 1986      | с   | Сент-Элсвер           | St. Elsewhere            | Харриет Эпплтон                        |
| 2002      | ф   | Маленькие пальчики    | Tiptoes                  | Кэтлин                                 |
| 2007      | кор | И награда достаётся   | And the Award Goes To    | маленький Человек / Королева Голливуда |
| 2009—2013 | с   | Настоящая кровь       | True Blood               | доктор Патриша Людвиг                  |
| 2013      | с   | Обученные             | Schoooled                | Милдред                                |
| 2016      | ф   | Комната разочарований | The Disappointments Room | мисс Джудит                            |